# 三田綱勝
三田 綱勝（みた つなかつ）は、戦国時代から安土桃山時代の武士。

## 生涯
武蔵国多摩郡杣保の有力武士・三田氏の一族。兄とされる綱秀は関東管領上杉氏に属して後北条氏の一門北条氏照と戦って滅亡したが、綱勝は氏照に属して下野国小山城に在城した。天正5年（1577年）御館の乱が越後国で起きると、後北条氏は血族である上杉景虎に加担して増援を派遣する。綱勝はこれに従って越後に入るが、春日山城の戦いで井筒信連と戦って討ち取られた。子の守綱は引き続き北条氏照に従って小山城にあったが、後北条氏の滅亡後は徳川家康に仕え、子孫は江戸幕府旗本となった。